# Igor Hernández
Igor Spencer Hernández Colina (San Carlos (Venezuela), 22 de janeiro de 1977) é um jogador de vôlei de praia venezuelano.

## Carreira
Representou seu país na edição Jogos Centro-Americanos e do Caribe de 2006 na cidade de Cartagena das Índias com Jackson Henríquez e conquistaram a medalha de pratae disputaram os Jogos Pan-Americanos de 2007 no Rio de Janeiro terminando a participação na fase de grupos.
No ano de de 2010 formava dupla com Jesus Villafañe e disputaram a edição Jogos Sul-Americanos de 2010 em Medellín conquistando a medalha de ouro e juntos no mesmo ano conquistaram a medalha de ouro nos Jogos Centro-Americanos e do Caribe  realizados em Mayagüez.
Em 2011 atuou com Farid Mussa na conquista da medalha de prata na edição dos Jogos Sul-Americanos de Praia sediados em Manta.Nos Jogos Olímpicos de Verão de 2012 ele representou  seu país ao lado de Jesus Villafañe, caindo na fase de grupos (Grupo E)..Nos Jogos Sul-Americanos de Praia de 2014 em La Guaira conquistaram a medalha de ouro.